# Ферреньяфе
Ферреньяфе (исп. Ferreñafe) — город в северо-западной части Перу. Административный центр провинции Ферреньяфе региона Ламбаеке.

## География и экономика
Город Ферреньяфе расположен в одноимённой провинции, у подножия Анд, на полупустынной, засушливой равнине северо-западного Перу, в 25 километрах от побережья Тихого океана. Центральной город региона, Чиклайо, находится в 15 километрах к юго-западу от Ферреньяфе.
Основным занятием местных жителей является сельское хозяйство на искусственно орошаемых угодьях. Вода подаётся к Ферреньяфе по многочисленным прорытым каналам со стороны гор Восточной Кордильеры.

## История
Ферреньяфе был основан 13 декабря 1550 года конкистадором Алонсо де Осорио. Ранее в этой местности развивалась индейская сиканская культура (ок. 700 до 1375 года н. э.). В городе расположен посвящёееый ей Национальный музей Сикан (Museo Nacional Sicán).
В 1871 году здесь была построена железная дорога Этен-Ферреньяфе, соединившая его с Чиклайо и с тихоокеанским портом Этен.